# ディラン・ティチェナー
ディラン・ティチェナー（Dylan Tichenor, 1968年6月 - ）は、アメリカ合衆国の編集技師である。

## 人物
ポール・トーマス・アンダーソン監督作品を多く手掛け、『ゼア・ウィル・ビー・ブラッド』とキャサリン・ビグロー監督作品の『ゼロ・ダーク・サーティ』で二度の
アカデミー編集賞ノミネートを得た。
アメリカ映画編集者協会の会員である。

## フィルモグラフィ
- ブギーナイツ Boogie Nights (1997) 編集
- Hurlyburly (1998) 編集
- マグノリア Magnolia (1999) 編集
- アンブレイカブル Unbreakable (2000) 編集
- ザ・ロイヤル・テネンバウムズ The Royal Tenenbaums (2001) 編集
- コールド・クリーク 過去を持つ家 Cold Creek Manor (2003) 編集
- ブロークバック・マウンテン Brokeback Mountain (2005) 編集
- ゼア・ウィル・ビー・ブラッド There Will Be Blood (2007) 編集
- ジェシー・ジェームズの暗殺 The Assassination of Jesse James by the Coward Robert Ford (2007) 編集
- ダウト〜あるカトリック学校で〜 Doubt (2008) 編集
- ローラーガールズ・ダイアリー Whip It (2009) 編集
- ザ・タウン The Town (2010) 編集
- 欲望のバージニア Lawless (2012) 編集
- ゼロ・ダーク・サーティ Zero Dark Thirty (2012) 編集
- チャイルド44 森に消えた子供たち Child 44 （2014）編集
- ボストン ストロング 〜ダメな僕だから英雄になれた〜 Stronger（2017）編集
- ファントム・スレッド Phantom Thread（2017）編集
- アントラーズ Antlers (2021) 編集
- エターナルズ Eternals（2021）編集

## 受賞・ノミネート
| 賞                         | 年     | 部門   | 作品名                           | 結果       |
| -------------------------- | ------ | ------ | -------------------------------- | ---------- |
| アカデミー賞               | 2007年 | 編集賞 | 『ゼア・ウィル・ビー・ブラッド』 | ノミネート |
| アカデミー賞               | 2012年 | 編集賞 | 『ゼロ・ダーク・サーティ』       | ノミネート |
| 英国アカデミー賞           | 2005年 | 編集賞 | 『ブロークバック・マウンテン』   | ノミネート |
| 英国アカデミー賞           | 2012年 | 編集賞 | 『ゼロ・ダーク・サーティ』       | ノミネート |
| オンライン映画批評家協会賞 | 2007年 | 編集賞 | 『ゼア・ウィル・ビー・ブラッド』 | ノミネート |